# Louis-Marie Régis
Le père Louis-Marie Régis (8 décembre 1903 - 2 février 1988) était un théologien, un philosophe et un religieux dominicain canadien. Directeur de l'Institut d'études médiévales de 1943 à 1952, il fut décoré Compagnon de l'Ordre du Canada en 1971.